# Limba greacă eolică
Pentru stilul arhitectural, vezi Ordinul eolic.

Distribuţia dialectelor greceşti, cca. 400 î.Hr.

Greaca eolică este un termen lingvistic folosit pentru a descrie o mulțime de sub-dialecte arhaice grecești, vorbite, în special, în Beoția (o regiune din Grecia Centrală), în insula Lesbos (aproape de Asia Minor) și în alte colonii grecești. 
Probabil că vorbitorii de greacă eolică reprezintă al doilea val de migrații (cel aheean) ale grecilor (elini) de pe câmpiile Europei Centrale (sau, conform altor opinii, din Ucraina de astăzi) pe teritoriul lor curent. Dialectul  eolic conține multe arhaisme, în comparație cu alte dialecte grecești (i.e. ionic-atic, doric, nord-vestic și arcado-cipriot), precum și multe inovații.

## Trăsăturile principale ale dialectului eolic
- Labiovelara *kʷ, din limba proto-indo-europeană originală (și protogreacă), s-a  transformat în p peste tot, pe când dialectele atic-ionic, arcado-cipriot și doric au t înainte de e și i (e.g. atic τέτταρες, ionic τέσσερες, doric τέτορες ~ lesbian πίσυρες, boețian πέτταρες „patru” < PIE *kʷetu̯ores). Acest tratament al labiovelarelor își găsește copia fidelă în așa-numitele limbi protoceltice și în limbile sabelice.
- ā lung din protogreacă s-a păstrat pretutindeni, față de dialectul atic-ionic, care l-a transformat într-un ē lung deschis (e.g. atic-ionic μήτηρ ~ eolic μάτηρ „mamă” < PIE *meh₂ter-).
- Dialectul eolic făcea uz considerabil de așa numita conjugare verbală atematică, i.e. conjugarea terminată în -mi (e.g. atic-ionic φιλέω, φιλῶ ~ eolic φίλημι „iubire”). Aceeași conjugare se găsește și în irlandeză, unde această selecție a fost generalizată, i.e -im.
- În dialectul lesbian, accentul tonic al tuturor cuvintelor este  regresiv („barytonesis”), ceea ce e tipic doar pentru verbele altor dialecte (e.g. atic-ionic  ποταμός ~ lesbian πόταμος „râu”).
- Terminația atematică a infinitivului, în dialectul eolic, este -men  (în lesbiană -menai), la fel ca în dialectele dorice, pe când atic-ionicul are -(e)nai (e.g. atic-ionic εἶναι ~ lesbian ἔμμεν, ἔμμεναι, thesalian, boețian εἶμεν „a fi”). În dialectul lesbian, această terminație se extinde, de asemenea, la conjugarea tematică (e.g. ἀγέμεν).
- În eolicul lesbian apare fenomenul „psilosis”, ca și în dialectul ionic; acesta este absența aspirației vocalelor inițiale, în mod frecvent rezultatul pierderii literei sigma sau digamma (e.g. atic ἥλιος ~ ionic ἠέλιος, lesbian, eolic ἀέλιος „soare” < protogreacă *hāwelios < PIE *sóh₂wl̥).
- În thesaliană și boețiană, semi-vocala proto-indo-europeană (și protogreacă) w (digamma) s-a păstrat la începutul cuvintelor, așa cum era în dialectul doric (e.g. atic-ionic ἔπος ~ boeoțian, doric ϝέπος „cuvânt, epopee” < PIE u̯ékʷos, cf. românul voce).
- În boețiană, sistemul vocalic era, în multe cazuri, schimbat, într-un mod care amintește de pronunția greacă modernă: atic-ionic αι /ai/ ~ boeoțian η /e:/ ~ neogreacă αι /e/; atic-ionic η /e:/ ~ boeoțian ει /i:/ ~ neogreacă ει /i/; atic-ionic οι /oi/ ~ boeoțian υ /y:/ ~ neogreacă οι /i/.
- Grupurile consonantice indo-europene originale *-sm-, -sn-, -sr-, -sl-, -ms-, -ns-, -rs-, -ls- au fost asimilate în -mm-, -nn-, -rr-, -ll-. Dialectele doric și atic-ionic au, în schimb, o nazală/lichidă scurtă și prelungire compensatoare (e.g. atic-ionic εἰμί ~ eolic ἔμμι „(eu) sunt” < PIE *h₁ésmi).